# Renée Bordereau

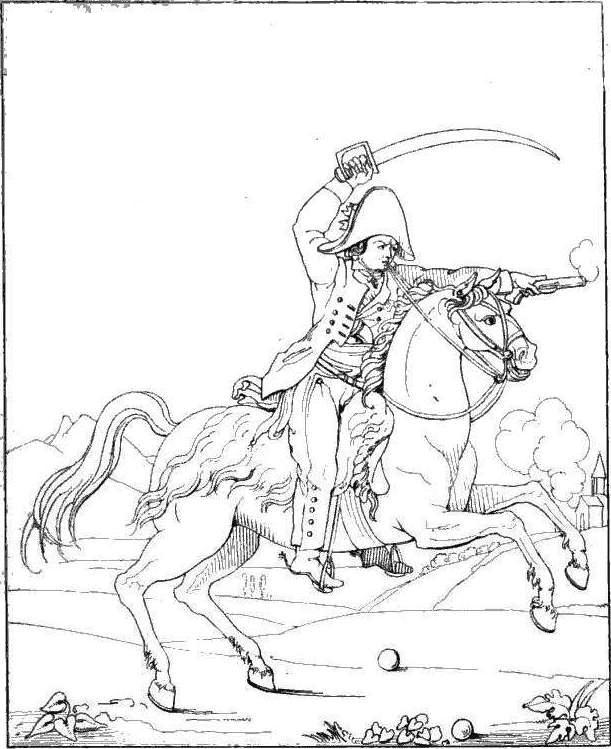
Renée Bordereau, künstlerische Darstellung

Renée Bordereau (geboren im Juni 1770 in Soulaines-sur-Aubance, Maine-et-Loire; gestorben 1828), bekannt unter ihrem Kampfnamen Langevin, war eine Aufständische auf Seiten der Königstreuen während des Aufstands der Vendée.

## Leben
Die katholische Bauerstochter erlebte während der Terrorherrschaft der Französischen Revolution die Ermordung von 42 Familienmitgliedern. Ihr Vater wurde vor ihren Augen hingerichtet. Darum kaufte sie sich im März 1793, nach dem Losbruch des Aufstands der Vendée, ein Gewehr. Sie übte das Schießen und schloss sich gemeinsam mit zwei Brüdern und als Mann verkleidet einem Rebellentrupp an. Zuerst nannte sie sich nach einem weiteren Bruder Hyacinthe, wurde dann aber von den Männern Langevin genannt.
Bei der Reiterei gemeldet, kämpfte sie sowohl als Fußsoldat wie auch als Husar, in den Schlachten Fontenay-le-Comte, Saumur, Nantes, Martigné-Briand, Vihiers, Les Ponts-de-Cé, in der 3. Schlacht von Luçon und der 2. Schlacht von Cholet unter Louis de Salgues de Lescure sowie in Angers, Saint-Florent-le-Vieil und Thuars. Mehrfach verwundet, so bei Luçon und Martigné, nahm sie den Kampf stets so schnell wie möglich wieder auf. Laut ihrem eigenen Bericht tötete sie bei Les Ponts-de-Cé 21 Gegner, was ihr persönlicher Rekord in einer Schlacht war.
Mit ihren Ratschlägen als ortskundiger Führer bewahrte sie verbündete Truppen vor Schaden. 1794 beschützte sie als Anführer einer eigenen Truppe von 200 Mann Ortschaften vor feindlichen Armeen und verhinderte so die Exekutierung von Nichtkombattanten durch Regierungstruppen. Die dortigen Bürgermeister wollten Langevin daraufhin zum lokalen Kommandanten ernennen, was sie aufgrund ihrer „Unfähigkeit“ ablehnte.
Nach dem Friedensschluss von 1795 wurde der berüchtigte Langevin mit einem Kopfgeld von 40.000 Francs gesucht. Da er eine Frau war, wurde er nach Festnahmen stets wieder freigelassen und schlug sich so bis 1799 durch, als die Kämpfe in der Vendée wieder ausbrachen. Als einfacher Soldat nahm sie wieder teil. Auch ein neuer Friedensvertrag schloss Langevin von Begnadigung aus; durch die Unterstützung von wohlgesinnten Royalisten, darunter Bürgermeistern, konnte sie ihren Verfolgern aber entkommen. 1804 wurde sie unter dem Verdacht der Vergewaltigung einer Tochter eines Soldaten festgenommen, aber erneut freigelassen, als sie – ohne Namensnennung – preisgab, eine Frau zu sein.
1809 wurde sie schließlich doch dauerhaft festgenommen und zunächst auf der Festung Angers unter menschenverachtenden Bedingungen festgehalten, wodurch sie schwer krank wurde. Als 1812 ein selbst gegrabenes Loch in ihrer Zelle entdeckt wurde, wurde sie nach Le Mont-Saint-Michel überführt.

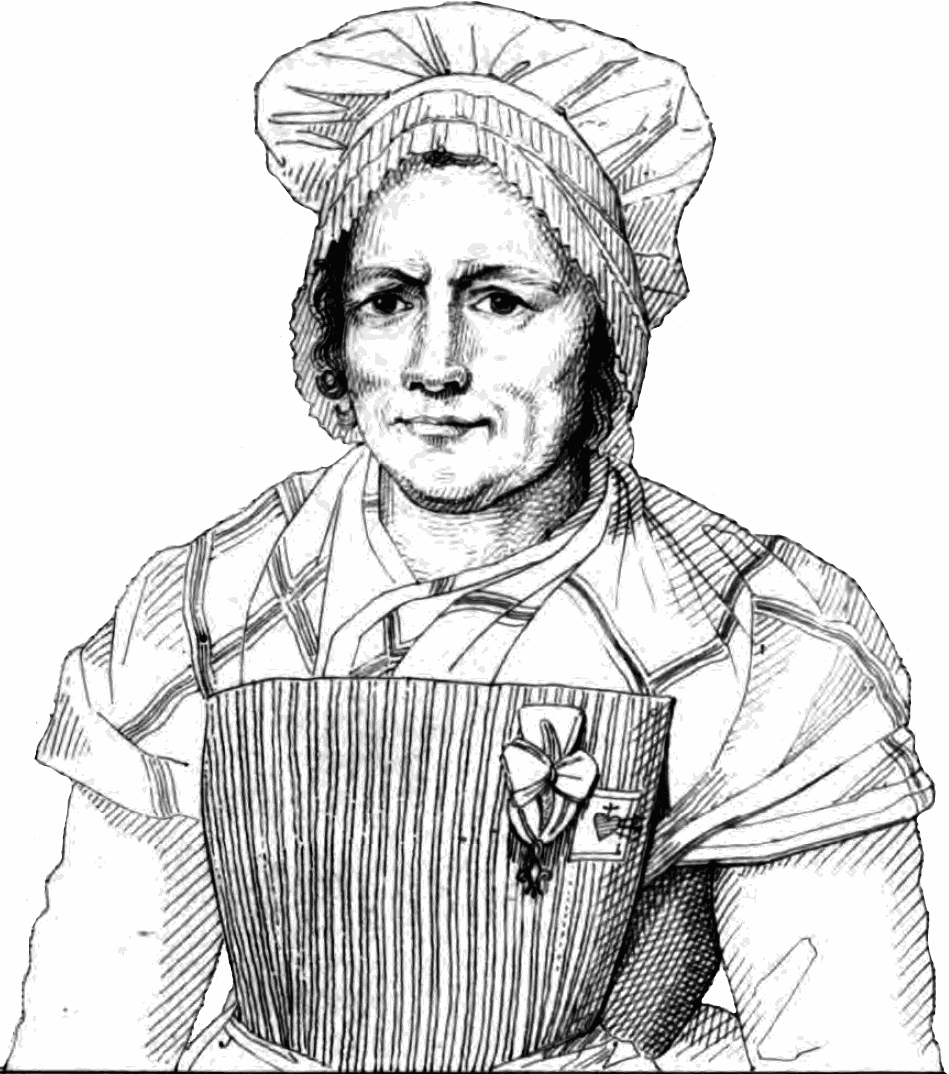
Renée Bordereau, vermutlich anlässlich des Empfangs bei Ludwig XVIII., zeitgenössischer Kupferstich

Dort hielt man sie bis 1814 gefangen. Auf Geheiß Ludwigs XVIII. wurde die Royalistin freigelassen und ihm in Versailles von Marquis Louis de La Rochejaquelein vorgestellt. Der Frau des Marquis diktierte sie ihre Erlebnisse während der Kriege, die als ihre Memoiren veröffentlicht wurden. Mit einer Pension des Königs kehrte sie in die Vendée zurück.
Auch während der Herrschaft der 100 Tage sowie in späteren Kriegen kämpfte sie wieder.
Zeitgenössische Quellen neben ihrem eigenen Erlebnisbericht bestätigten Bordereaus Mut und Kampferfahrung. Madame de la Rochejaquelein beschrieb sie als von Narben übersät und in Begleitung zweier Kampfgefährtinnen. Sie schätzte jedoch, dass es nicht einmal zehn Frauen in der Armee gegeben habe.

## Bibliographie
- Mémoires de Renée Bordereau dite Langevin Paris, Michaud, 1814